# Jardín Botánico Augsburgo
El Botanische Garten Augsburg (Jardín Botánico Augsburgo), también denominado como Botanischer Lehr - und Schaugarten (Botánico de Enseñanza y Jardín de Paseo), es un jardín botánico que se trasladó a su emplazamiento actual en 1936 con unas 1,7 ha de extensión iniciales, y que actualmente comprende unas 10 hectáreas. Se albergan más de un millón de especímenes de Alliaceae, y unas 3100 especies y variedades de plantas diferentes, en el Jardín botánico de la ciudad de la Familia Fugger. 
Su código de identificación internacional es AUGSB.

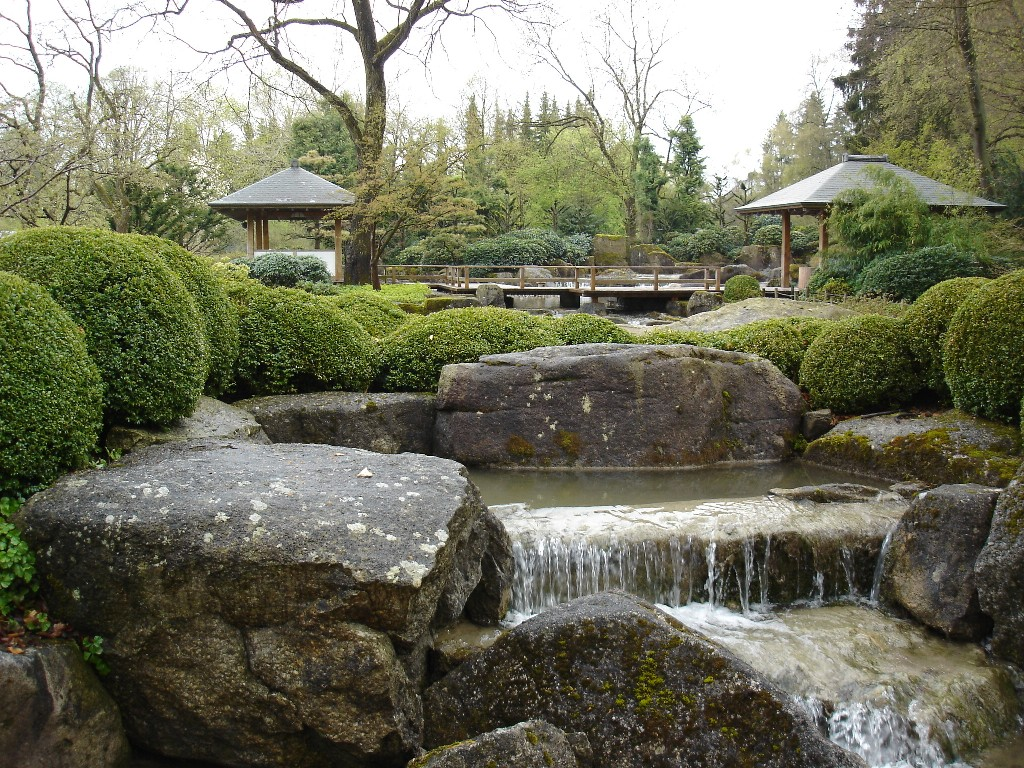
Botanischer Garten Augsburg:
Vista parcial del jardín japonés.

## Localización

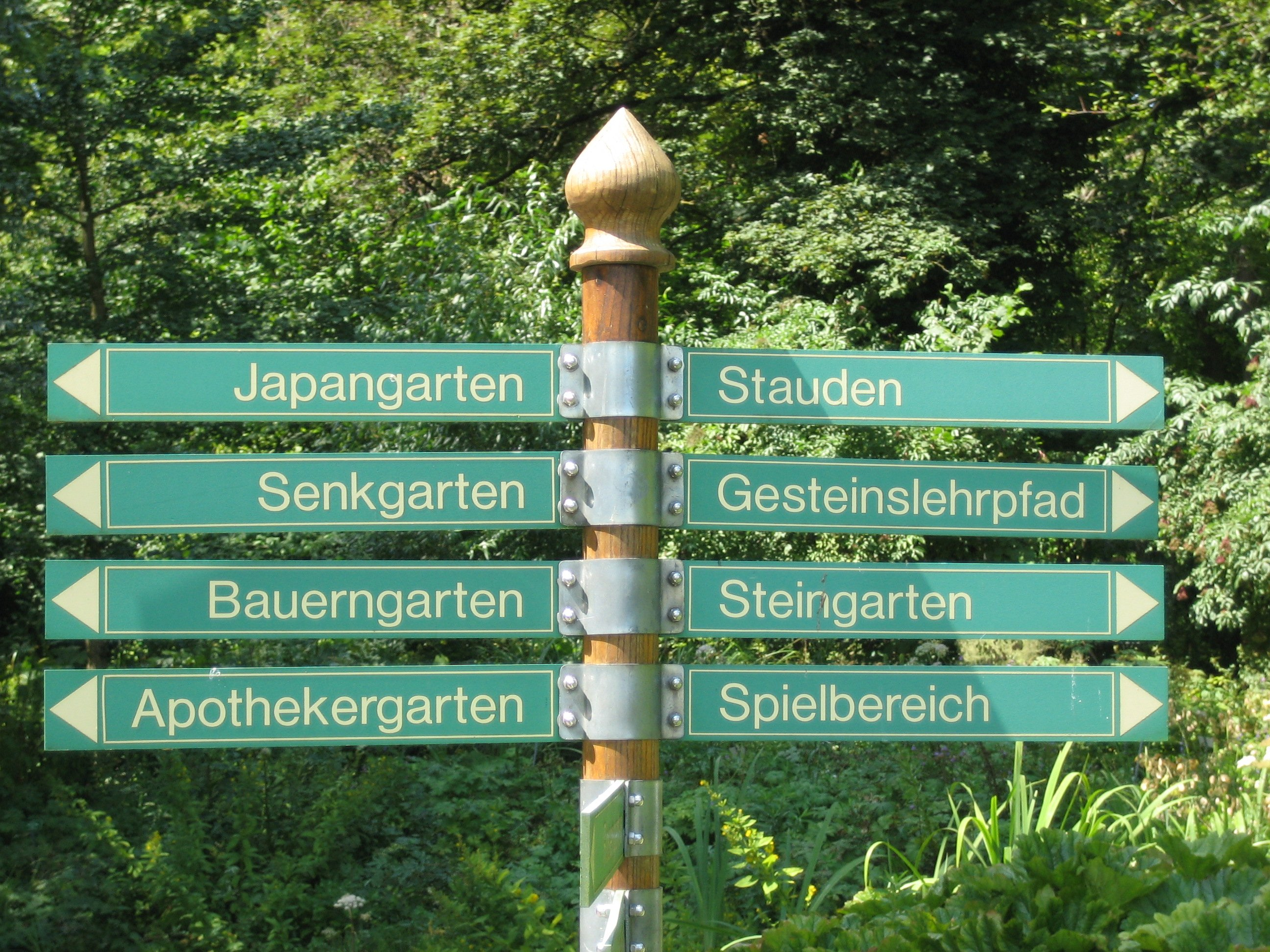
Indicadores de las diferentes secciones del Botanischen Garten Augsburg.

El jardín botánico se sitúa en la parte oriental del Siebentischparks dentro del Siebentischwald, el “pulmón verde“ de Augsburg. El camino de « Dr.-Ziegenspeck-Weg » separa el jardín botánico del vecino Zoo Augsburg. A ambos centros se puede llegar con los medios de transporte públicos de cercanías de Augsburg, especialmente con la línea de autobús 32 o con vehículo propio que se puede dejar aparcado en el aparcamiento para visitantes.
Botanischer Lehr - und Schaugarten, Dr. Ziegenspeckweg 10, D-86161 Augsburg, Deutschland-Alemania.
El jardín botánico está abierto durante todo el año.

## Historia
Hasta 1935 Augsburg era una de las grandes ciudades alemanas históricas que no tenía un jardín botánico. El alcalde de la ciudad de Augsburg en 1935, decidió de crear un vivero en el interior del Wittelsbacher Park el parque de la ciudad situado en Imhofstrasse. Decidió también de establecer cultivos de plantas ornamentales con el fin de financiarlo y un mercado nuevo en la ciudad con las plantas cultivadas en el vivero para la venta al público en general. En septiembre de 1936 el vivero urbano en un terreno de 1,7 ha estaba a pleno rendimiento. Una Palmenhaus y la casa de la Victoria regia construida en 1937 completaron las estructuras. 

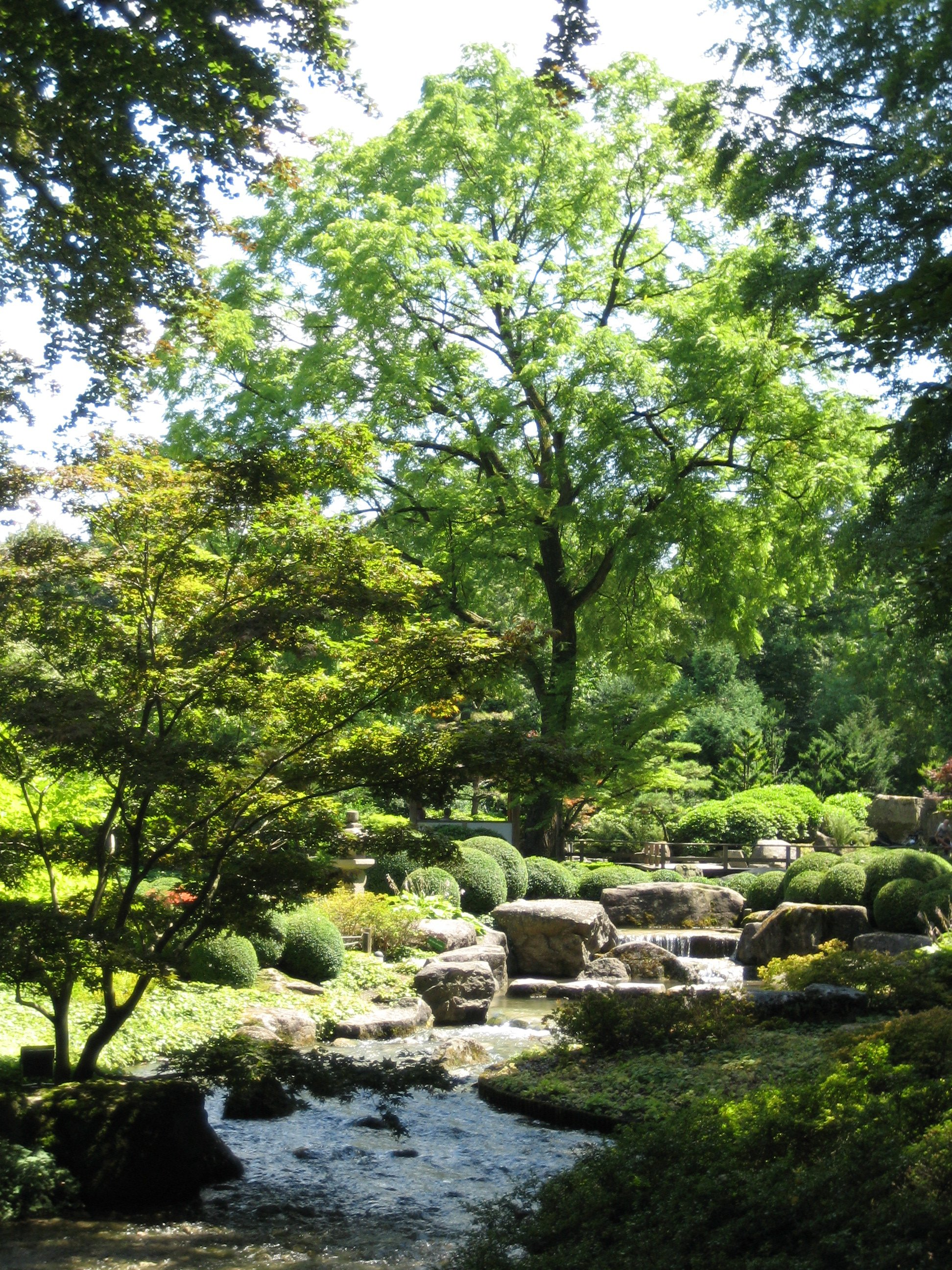
Arroyo en el jardín Japonés.

La destrucción por los ataques aéreos en la Segunda Guerra Mundial - (Augsburg era una ciudad con industria de armamentos) - no respetaron el jardín Botánico. Las necesidades de los tiempos que siguieron forzaron después a los supervivientes a utilizar los terrenos como campo de cultivo de berzas.
En 1950 fue el año de la reapertura del parque. Las superficies del jardín eran poco a poco apartadas de los cultivos de huerta e incluidas en conceptos del ocio y de la educación.
El proyecto latente del jardín botánico tomó un fuerte impulso, con la Landesgartenschau (Exhibición Hortícola Nacional) de 1985. Con motivo de la celebración de su 2000 aniversario como Ciudad libre de Baviera se quiso hacer una contribución perdurable al jubileo, para ello, se dobló la superficie disponible del parque, que entonces ya tenía unas 5 ha, incluyéndole una zona fronteriza. De ellas unas 4,2 ha fueron desarrolladas como un jardín japonés de primer orden europeo. El proyecto hermanó aún más a Augsburg con las ciudades japonesas de Amagasaki y Nagahama, que con su apoyo técnico afianzaron los lazos de 25 años de amistad. El proyecto fue patrocinado financieramente por la Stadtsparkasse Augsburg. 
La ciudad continuó con su empeño de crear el jardín botánico a pesar de los limitados medios financieros con la construcción del edificio de la nueva casa de las plantas. En noviembre del 2003 esta atracción con su plantas estaba por vez primera accesible al público después de un período de dos años de construcción.

## Secciones de exhibición

### Freigelände (Espacios Abiertos)
El área abierta comprende la porción más grande del jardín botánico con unas 1.200 especies y variedades de plantas perennes, plantas silvestres, hierbas y helechos así como aproximadamente unas 450 especies y variedades de plantas leñosas, además de plantas del bulbo tal como los tulipanes. 

#### Eingangsbereich (Área de Entrada)

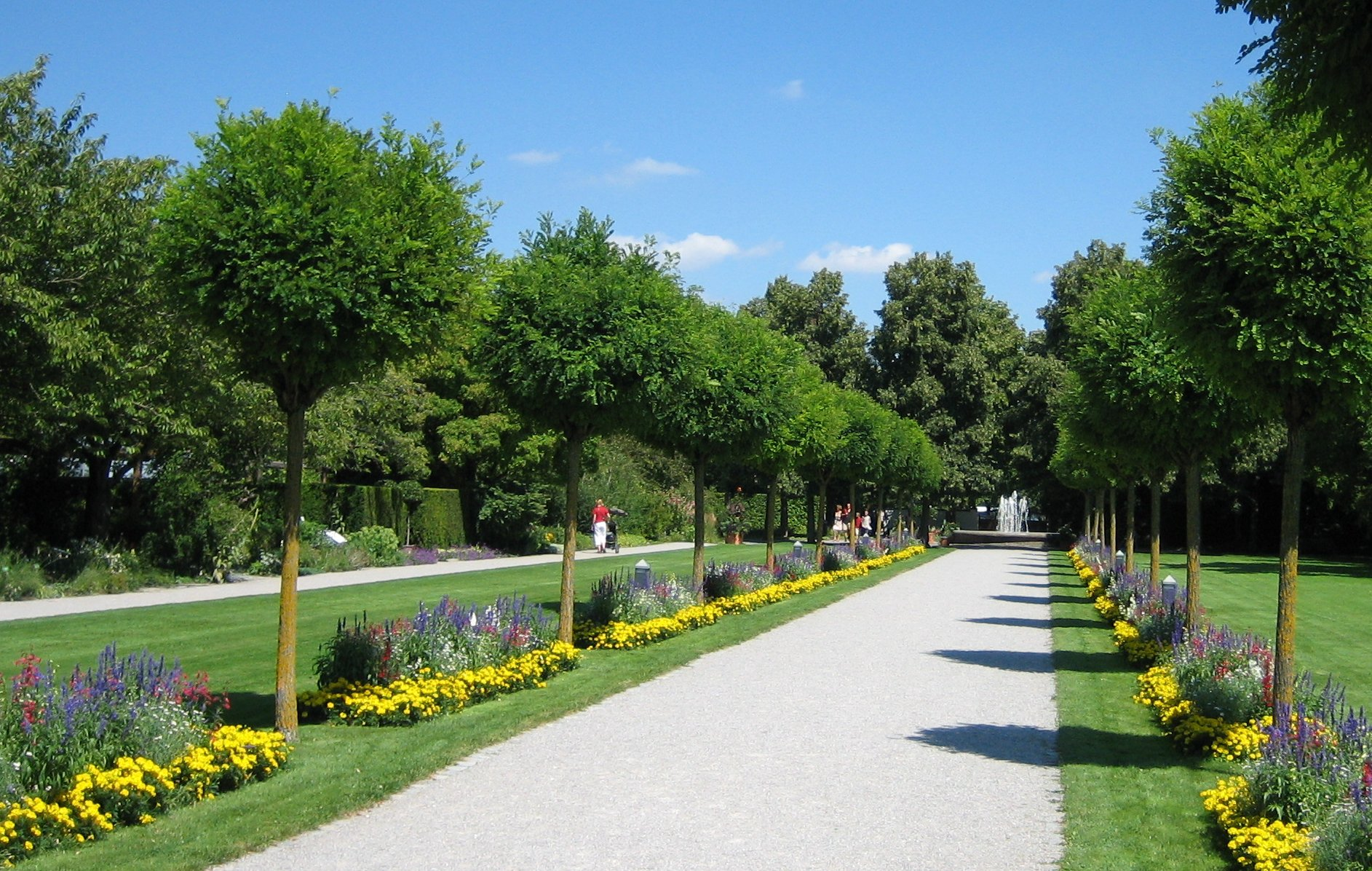
Alameda.

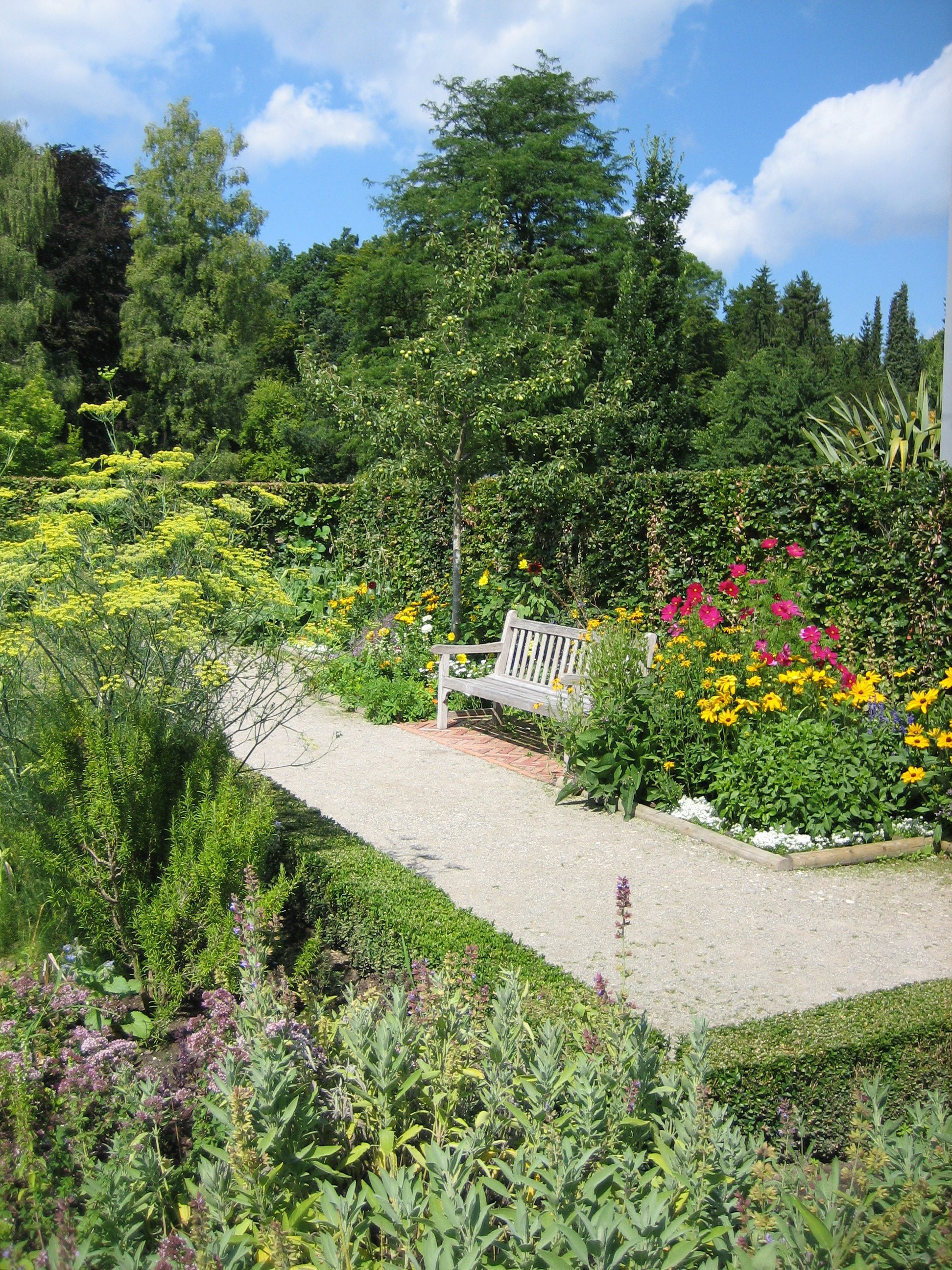
Banco en el Bauerngarten.

En el área de la entrada una avenida alameda recibe a los visitantes entre hileras de Robinia pseudoacacia, y a la derecha se encuentran ocho Jardines Temáticos, remanentes de la « Exhibición Hortícola Nacional » de 1985, cuyos puestos de exhibición fueron creados bajo el lema de "Ciudad del hábitat verde". Así uno guarda los ejemplos dispuestos por los expertos de "piedras y arbustos", "vivienda con jardín", "banco debajo de Pérgola" o un "jardín paradisíaco" como sugerencias para crear el jardín trasero en la casa propia.
En la entrada desde el parque lo primero que se encuentra el visitante es un huerto, que está delimitado por boj. Este es un homenaje al pasado romano de Augsburg. 

#### Senkgarten (Jardín Bajo)

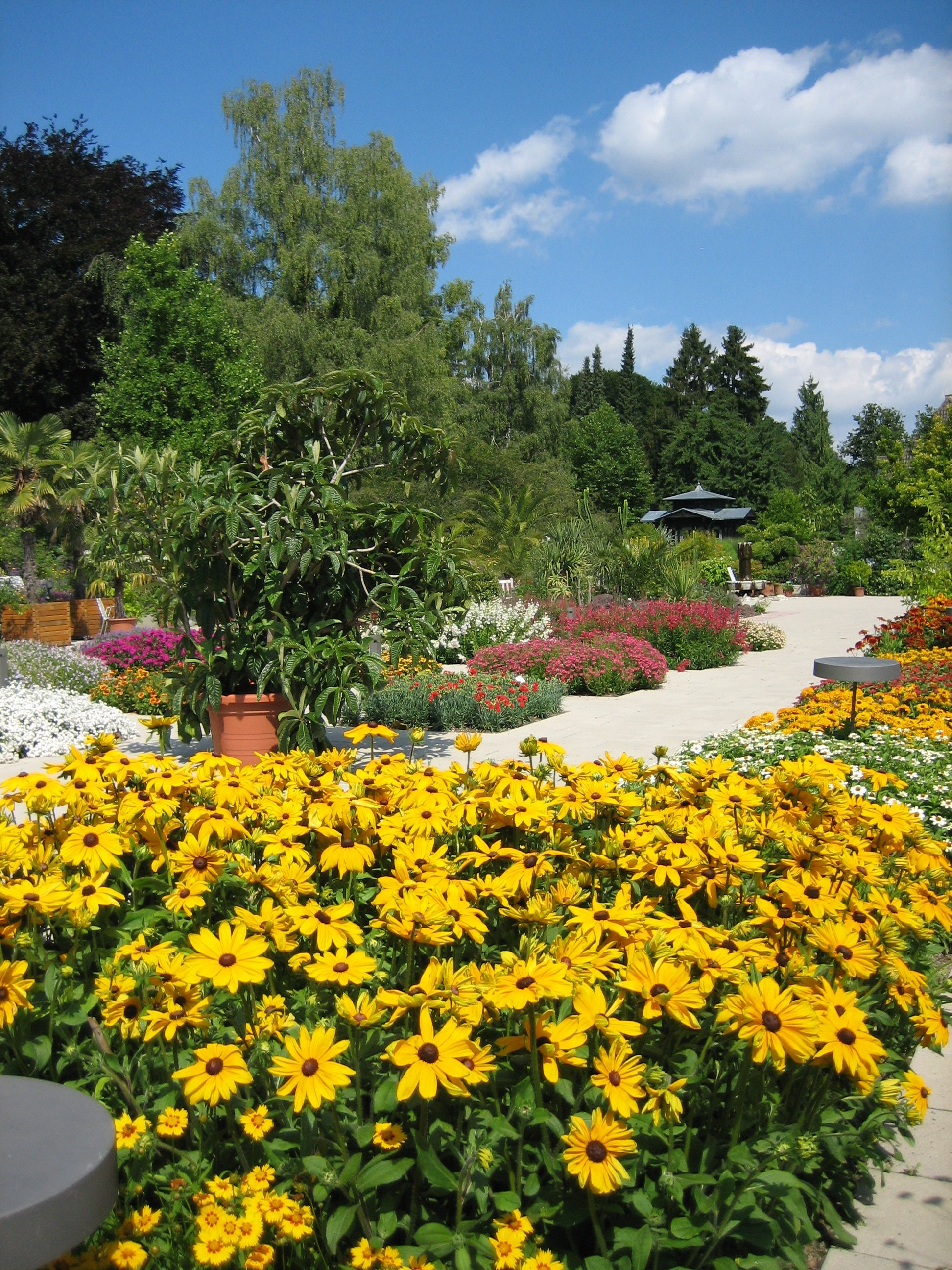
Parterres en el Senkgarten.

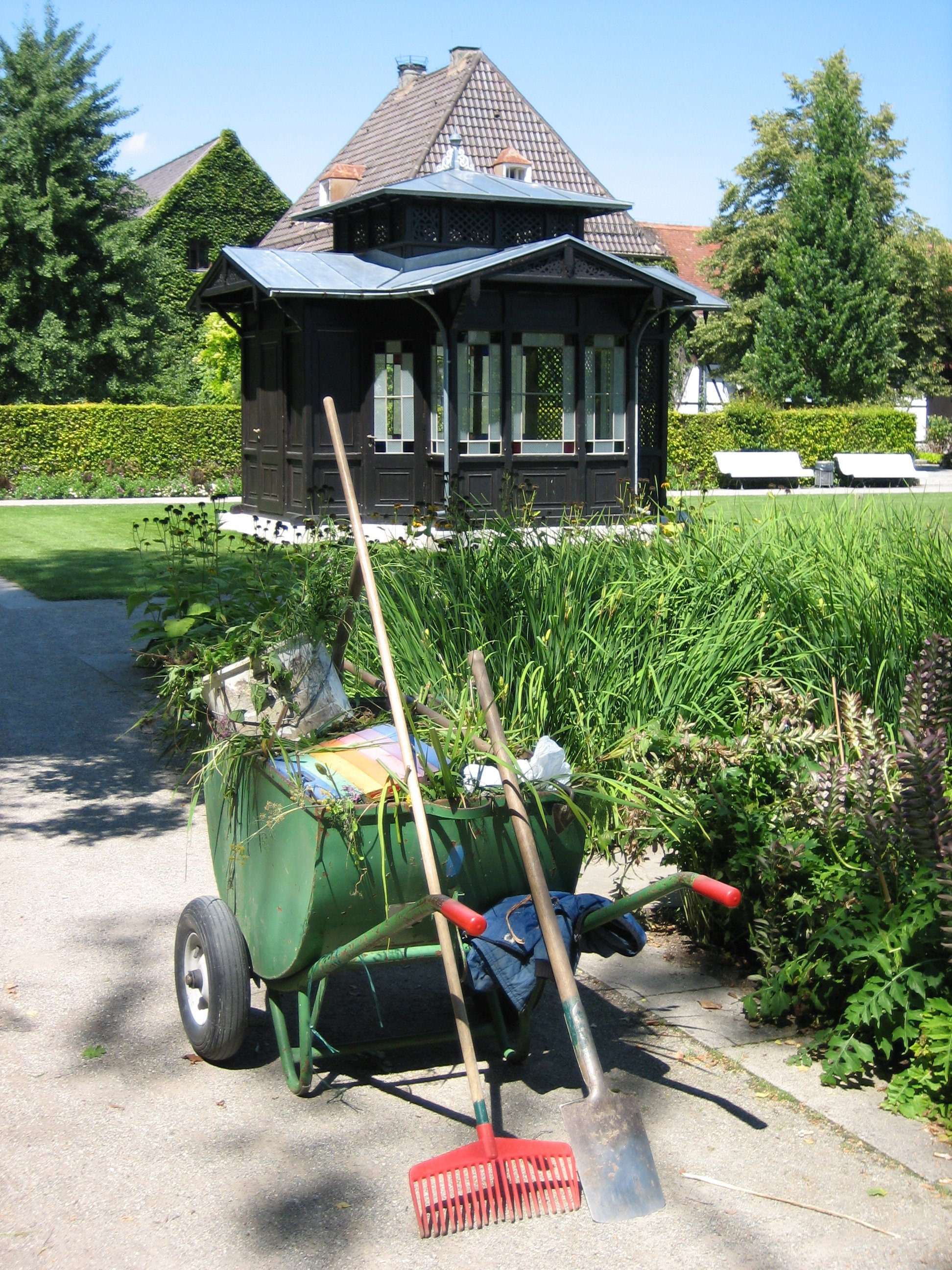
Delante del pabellón varios utensilios de jardinería „aparcados“.

En la parte más baja del jardín botánico se encuentra el denominado „Senkgarten“ (jardín bajo), donde se encuentran mayormente plantas de temporada sobre todo plantas de verano. En primavera presenta una floración espectacular los tulipanes. Esta zona fue diseñada en la década de 1930. El empedrado de las calzadas actúa como un radiador almacenando durante el día el calor de los rayos de sol y los va irradiando al atardecer temperando el ambiente. Los parterres se conforman como un tablero de ajedrez, como islas alineadas donde se sitúan las plantas. Las plantas expuestas son de climas mediterráneos que aquí al estar más bajas están más resguardadas, y se retiran al llegar el invierno guardándolas en invernaderos para que soporten mejor los fríos. 
Entre los canales se encuentran plantas tropicales y subtropicales, por ejemplo tabaco o geranios, que prestan al lugar un toque exótico. 
Delante del edificio de la administración se encuentra un pabellón recuperado de estilo « neorenacentista ». Edificado según planos originales del arquitecto Augsburgés del siglo XIX Karl Albert Gollwitzer y originalmente sirvió como casa de ocio en el jardín del director de la empresa « Augsburger Kammgarn-Spinnerei » (empresa textil de Augsburg). 
Aquí hay varios parterres con combinaciones de plantas herbáceas como Salvia, Achillea, Malva o hierba de los gatos que forman coloridos tapices florales.

#### Steingarten (Rocalla)

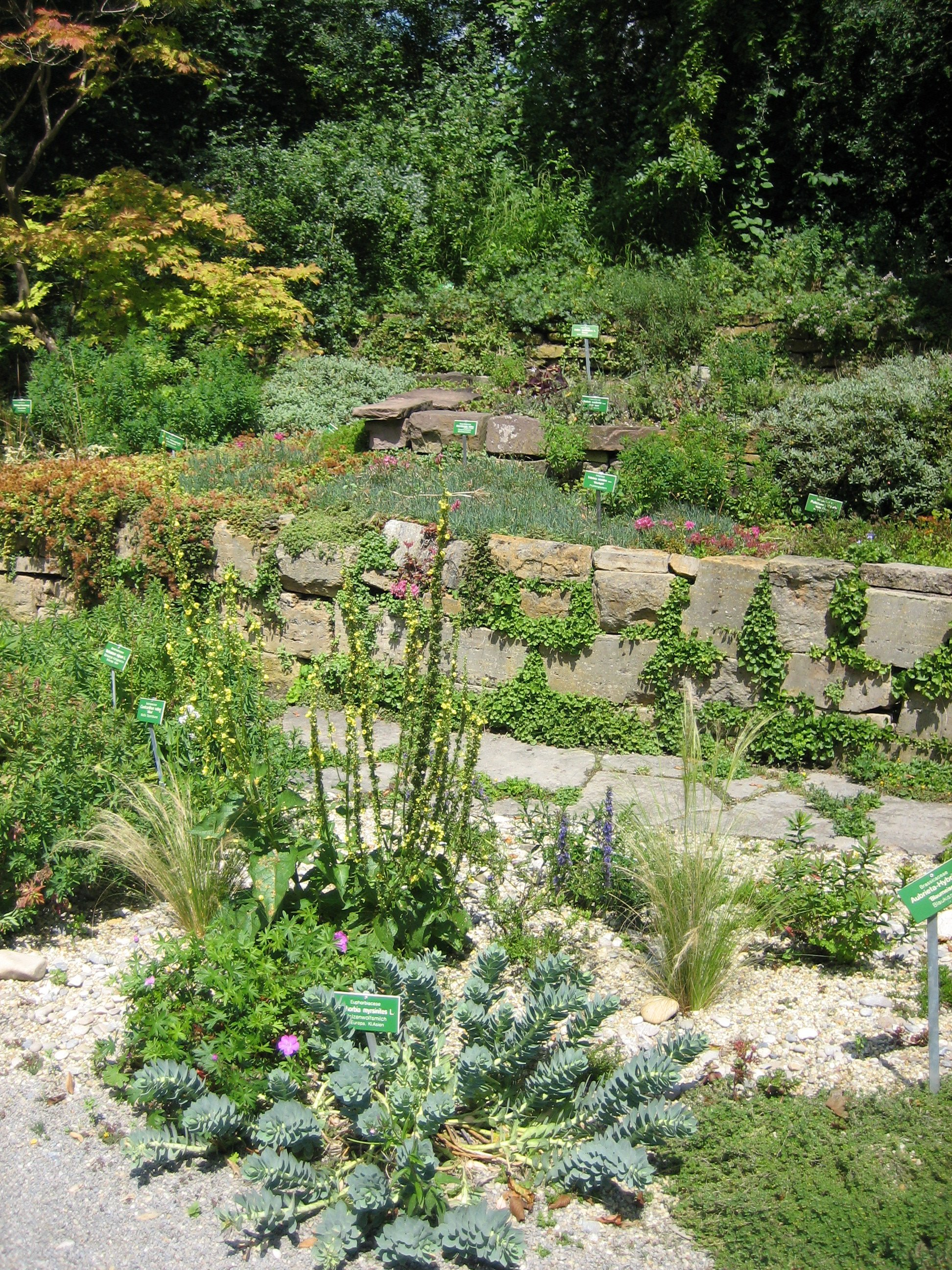
Un rincón del Alpinum.

La Rocalla está diseñada con piedras de arenisca roja y de calizas entre las cuales se desarrollan plantas alpinas, acompañadas de árboles enanos, y pequeños arbustos que normalmente se encuentran en su hábitat natural. Así gencianas, hierbas rupícolas y Iberis amara se encuentran aquí junto a otras plantas autóctonas. 
La muestras de rocas tienen un carácter didáctico y son rocas de las existentes en Baviera donde generalmente se encuentran pertenecientes a los grupos de las areniscas, calizas, dolomitas, granitos así como los bloques erráticos de la actividad glaciar. 
En el borde oeste de la rocalla, hay un plano de agua, y en su superficie se ven plantas acuáticas así como en sus márgenes. Este gran charco además nos permite observar a los pájaros y los insectos que acuden atraídos al humedal. 

#### Rosengarten (Rosaleda)

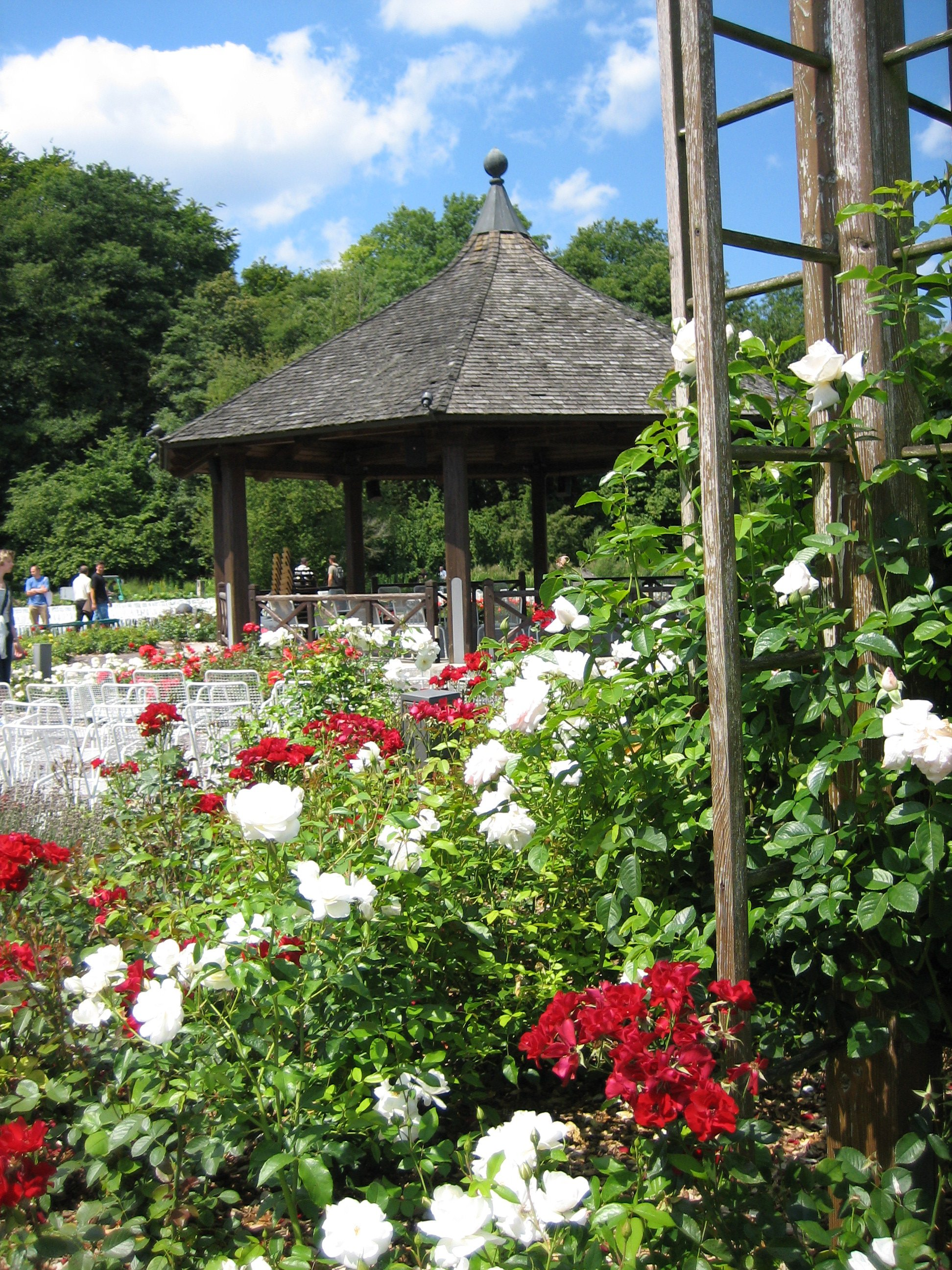
En el pabellón de la rosaleda.

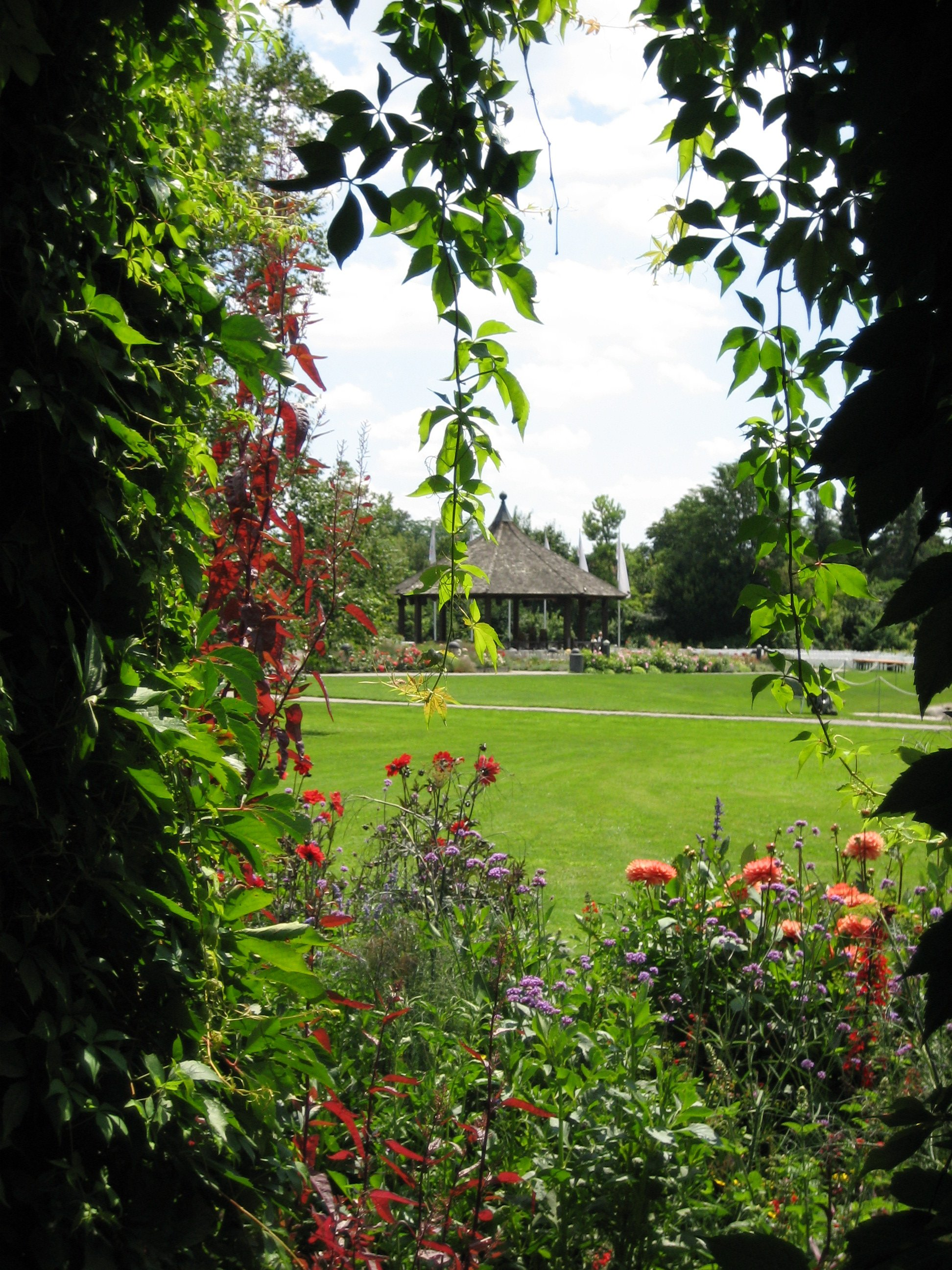
Dálias y plantas trepadoras.

Aquí se encuentra un Templete ubicado en su centro, que ofrece la posibilidad de que se organicen sesiones musicales en la rosaleda, una experiencia fuera de lo común, aunar las fragancias de las rosas con las sesiones musicales, para energizar los sentidos en beneficio de una experiencia única. Se cultivan sobre unas 2.000 « Rosas Polyantha » y « Rosas Floribunda » además de sus híbridos. En total se pueden encontrar 280 variedades y clases de rosas.
Por todo el jardín botánico se muestran una gran diversidad de plantas perennes. En la proximidad del « Siebentischparks » debajo de los árboles caducifolios, en el borde de árboles y arbustos, donde las condiciones de luz solar disponible son variables. 
En un pequeño pabellón cuelgan plantas trepadoras, en su vecindad se encuentran lechos de diversas especies de dálias. Es en la parte sur donde se dan las condiciones más favorables para que estas plantas prosperen. La colección de Salvias reúne ejemplares de la región del Mediterráneo y del este de Europa. 

#### Naturgarten (Jardín Natural)

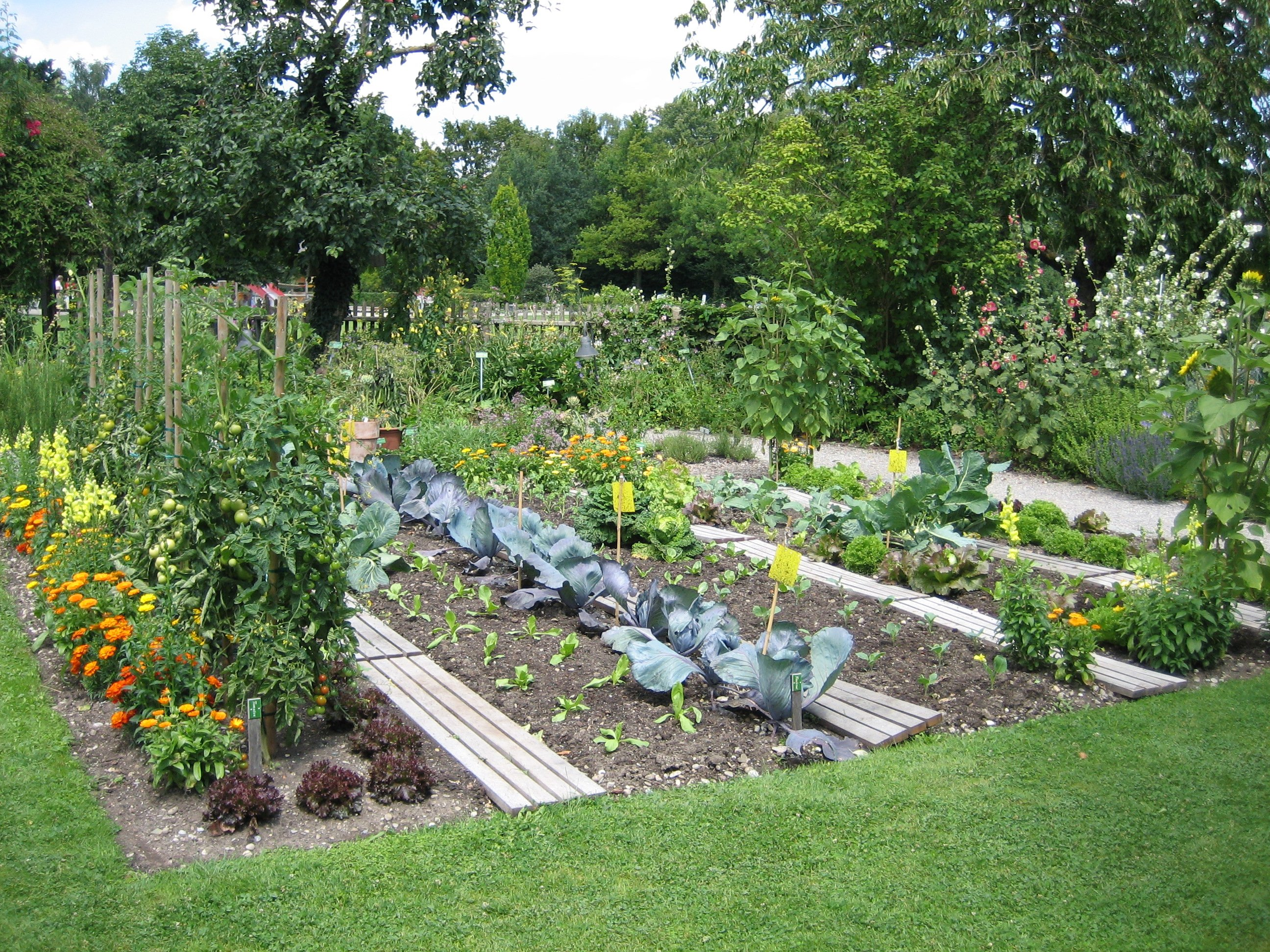
La sección ecológica.

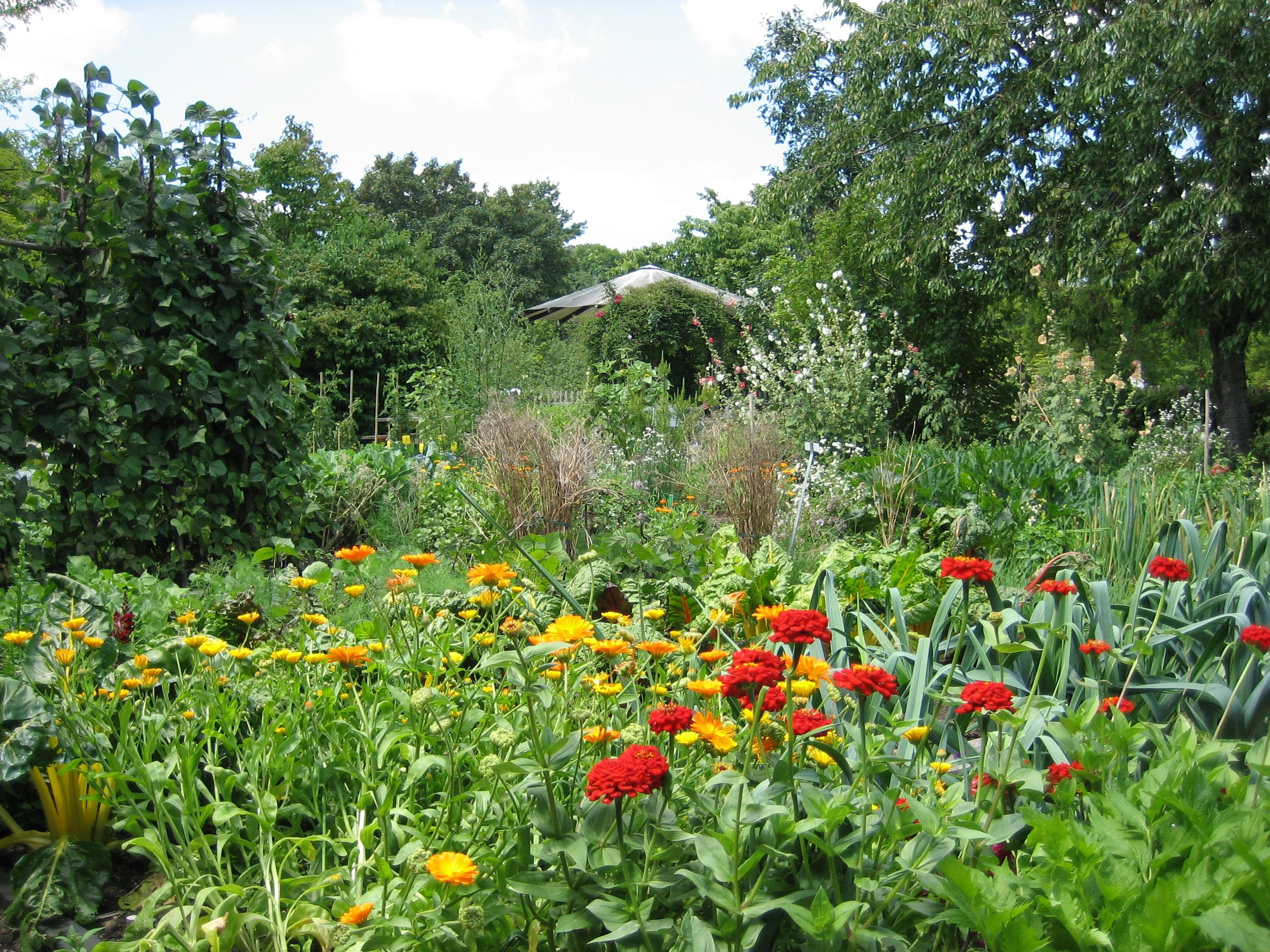
Vistosas flores del Naturgarten.

El jardín ecológico se encuentra en la parte trasera del botánico y en él los propietarios de jardines pueden recibir asesoramiento de como organizar sus propios terrenos y como plantarlos. Se cultivan berzas ecológicamente como demostración de un ejemplo práctico. El compostaje biológico de las basuras produce un buen fertilizante. También tiene una sección de plantas de las que se obtienen colorantes para textiles y cosméticos. Una pradera de flores silvestres nos muestra cuan diferentes son de las monótonas praderas de césped cortados. Enfrente un jardín con árboles frutales donde expertos nos informan con paneles explicativos. 
En cuatro emparrados junto al jardín de árboles frutales nos encontramos varias parras silvestres, que en el otoño adquieren unos colores púrpuras intensos. Junto a estos nos encontramos una pequeña porción de las tierras altas escocesas y sus plantas de las praderas. Fue un regalo a Augsburg por parte de su ciudad hermanada Inverness para la « Landesgartenschau » de 1985. 

#### Apothekergarten (Jardín Medicinal)
Para las personas interesadas en detalles técnicos de estas plantas, hay una guía de las plantas medicinales más comunes que se puede adquirir en el botánico. En 250 m² se encuentran plantas cultivadas para admirar tanto medicinales como especias pero cultivadas independientemente. Las plantas se cultivan en coordinación con la « Landesapothekerkammer » (Cámara Farmacéutica Nacional de Baviera). 
Mediante diagramas podemos conocer sobre estas plantas. Para las plantas respectivamente se nos indica su grado de efectividad. Así por ejemplo tanto la Artemisia vulgaris como el Taraxacum pueden afectar positivamente en el proceso digestivo. El poder identificar las plantas en el jardín no solamente produce un grato placer en los niños. 

### Japangarten (Jardín Japonés)

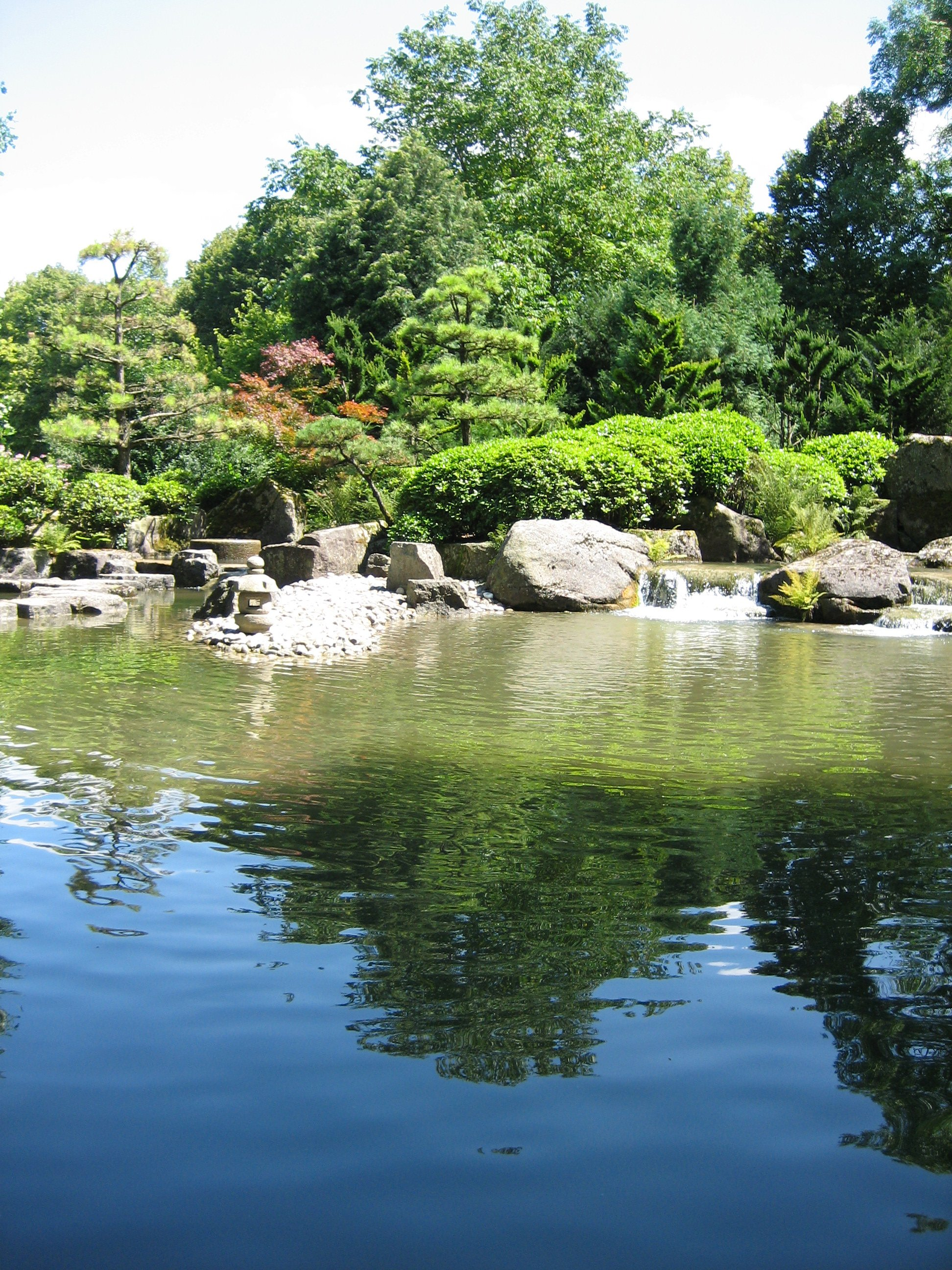
Vista parcial.

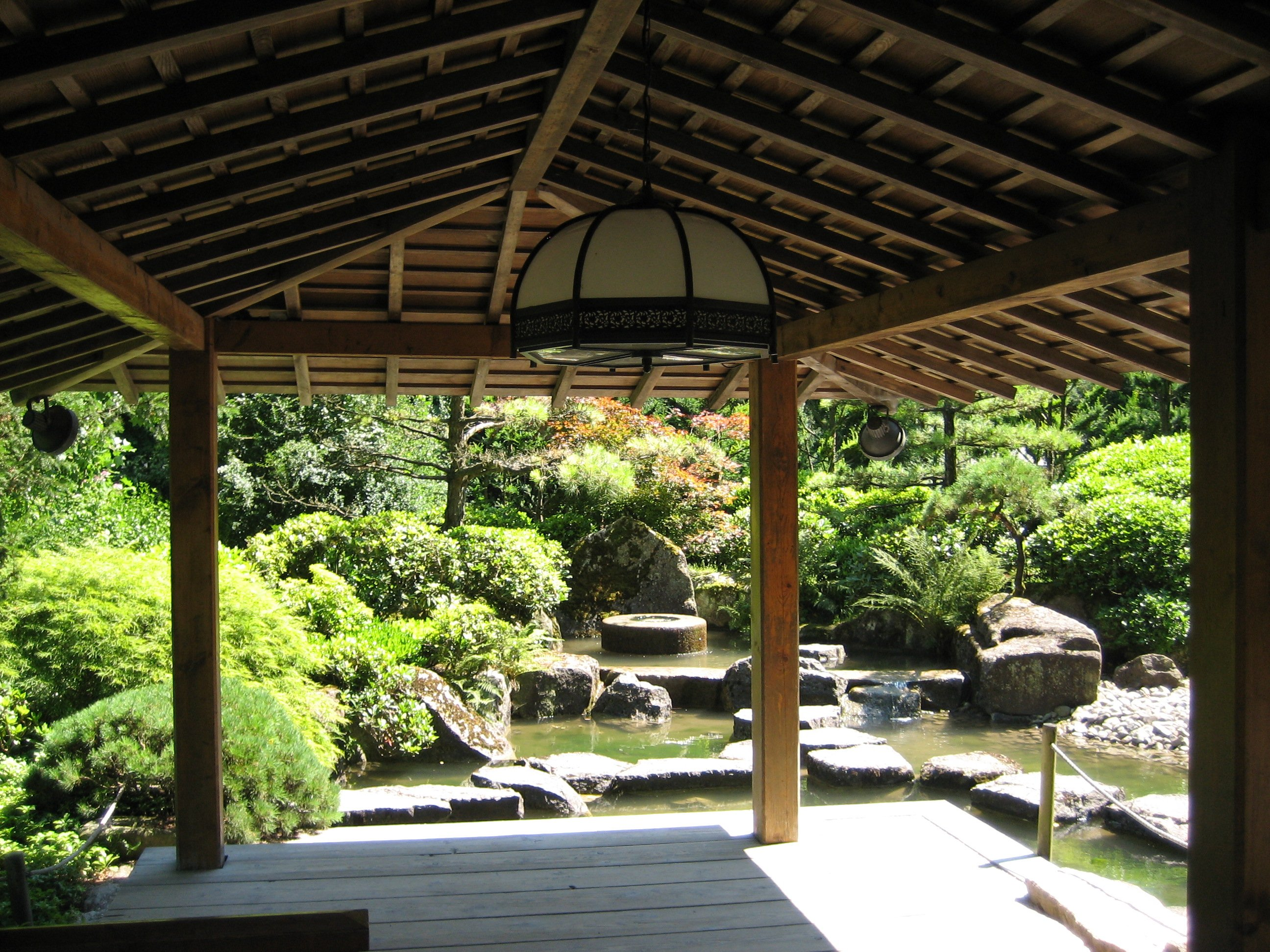
El pabellón.

El jardín japonés tiene un empaque de primer orden europeo. Su diseñador el arquitecto paisajista Yoshikuni Araki se inspiró en el existente en la ciudad imperial de Kioto. En su construcción se usaron 400 toneladas de granito procedente de Fichtelgebirge. Una corriente de agua diseñada de un modo artístico entre las piedras con caída y un estanque sirve de descanso para los ojos y el ánimo, salpicadas hay varias linternas de piedra que acentúan el carácter del jardín japonés. La paz y armonía que aquí se encuentran invitan a la meditación. 

### Pflanzenschauhaus (Invernadero)

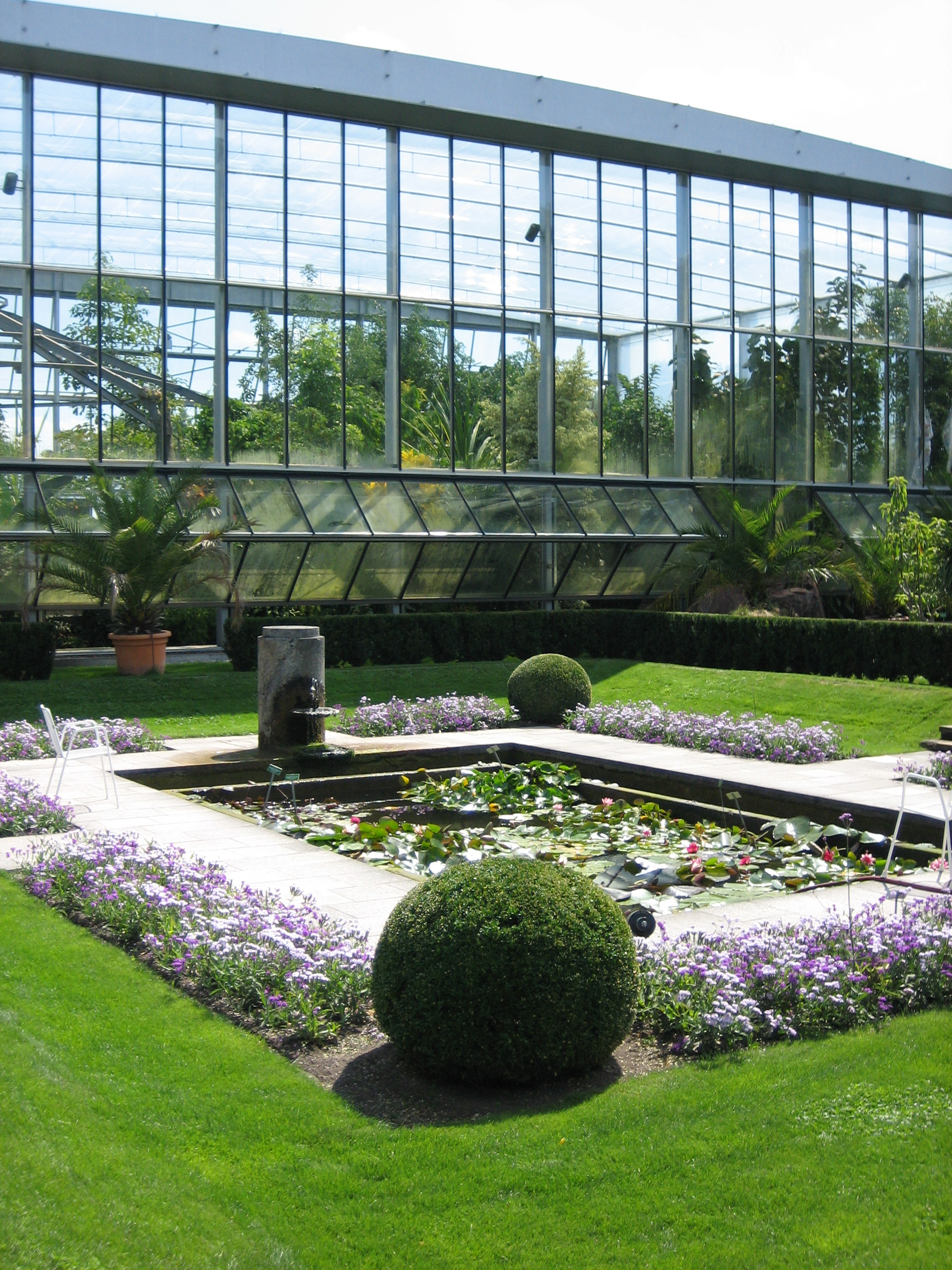
Antiguo jardín acuático.

Anteriormente sombreado el antiguo jardín acuático se encuentra delante del edificio de cristal del gran invernadero, se ha adaptado a la estética de los tiempos presentes, rodeado de un parterre floral con Taxus en las esquinas, y césped. El plano de agua está cubierto de lirios de agua. 
Con unas 1.200 diferentes especies y variedades de plantas con la exhibición del „Mundo Vegetal bajo Cristal“. La zona interior nos muestra la vegetación de la sabana. Aquí nos encontramos con Cactus, Euphorbiaceae, Suculentas, Liliaceae o también flores de bulbo.

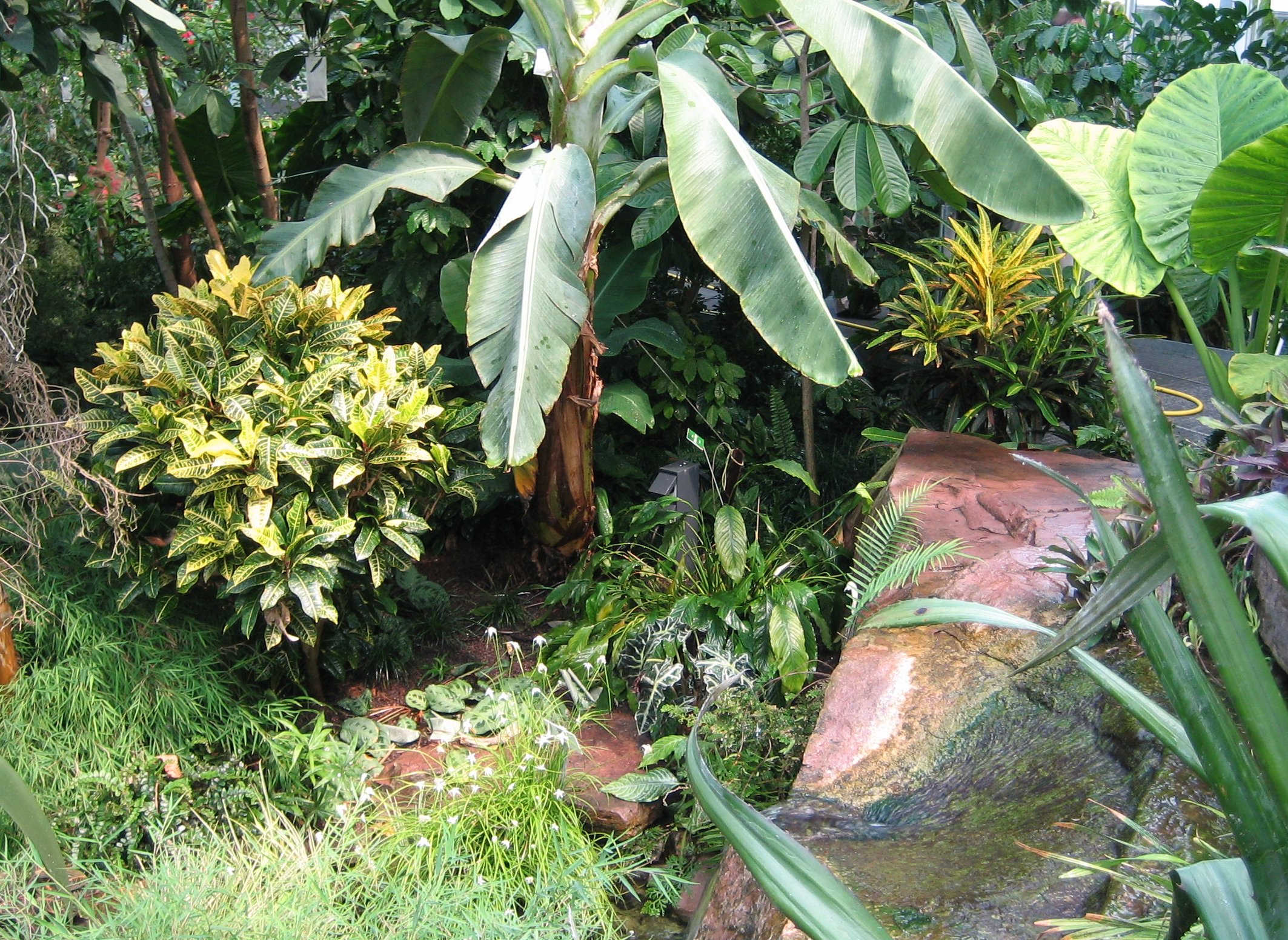
Plantas tropicales.

El núcleo central de los invernaderos es el biotopo de los trópicos. Se trata de mostrar este complejo ecosistema con la ayuda de la cubierta plástica. En su interior hay una pequeña corriente de agua y un aquarium con peces africanos y una abundante muestra de plantas que prosperan con una gran humedad del aire. gomeros y higueras, Epífitas, numerosas orquídeas, diversas bromelias, Tillandsia, begonias y diversas plantas arbustivas que dan una sensación de exuberancia. Además plantas que en la naturaleza tienen una gran importancia como Flora apícola como por ejemplo bananas, arbusto del café, cacaotero, cardamomo, vainilla y árbol de la canela. En una vitrina se muestran plantas carnívoras.
La vecina « Victoria regia Lindl. » está dispuesta según el concepto de „plantas del mundo bajo el cristal“ y combinado como „Pabellón de las mariposas“, espacio que se utiliza para diferentes Programas, conciertos y en tiempo de Navidad como un espacio exótico. Aquí en un gran estanque se encuentran coloridas Nymphaea así como las enormes hojas de la tropical Victoria amazonica así como plantas acuáticas y plantas tropicales de flor. Con el revoloteo ocasional de mariposas tropicales.

### Lechheide (Prados del Lech)
La dirección del jardín botánico presta una atención especial para crear este refugio conservatorio para las plantas del Lechtalheiden (prados alrededor del río Lech), pues su superficie se ha reducido en gran medida en las últimas décadas debido a los proyectos urbanísticos y al aumento de uso para cultivos agrícolas. El Lechtalheiden es un paisaje natural en la región de Augsburg, que es una de las zonas de biodiversidad vegetal más ricas de Europa. Con el edificio del « Lechstaustufe » de 2.000 metros cuadrados que se convirtieron en zona de césped asegurando allí el desarrollo de una « exposición didáctica de la naturaleza del Lechheide ». Después de algunos años resultó que una parte de las plantas que se exhibían, sin el cambio de las estaciones de su medio natural, y lejos de la proximidad espacial al río Lech, no se desarrollaban normalmente. En el año 2003 esta superficie era por tanto renaturalizada y se observa su evolución posterior.

## Actos culturales
El jardín botánico ofrece un espacio único en su Ambiente para la organización de diversos actos musicales (Concierto, Jazz, Serenatas). La Iluminación a partir del atardecer, en tiempo de verano, en los paseos y en las plantas, les aporta un encanto especial. La denominada „Gärtnerhalle“ edificada próxima ofrece un espacio para exposiciones culturales y de fotografía. 

## Literatura
- Roswitha Mitulla/Bernd Wißner/Norbert Liesz; Botanischer Garten Augsburg; ISBN 978-3-89639-538-2
- Este artículo es la traducción del existente en la Wikipedia en alemán